# Dombellas
Dombellas es una localidad de la provincia de Soria, partido judicial de Soria,  comunidad autónoma de Castilla y León, España. Pueblo de la  comarca de Soria que pertenece al municipio de Garray.

## Geografía

Término municipal de Garray.

### Situación
Está situado a 20,8 km al norte de Soria. Desde esta ciudad, salimos por la N-111 dirección Logroño hasta llegar al puente de Garray, donde se toma la calzada que parte del centro de éste, llamada La Vanguardia, entre los cauces de los ríos Duero y Tera. Dombellas se encuentra al sur de la sierra de Carcaña en la llanada que conforman ambos ríos. El río Tera atraviesa su término de norte a sur.

## Historia
Sobre la base de los datos del Censo de Pecheros de 1528, en el que no se contaban eclesiásticos, hidalgos y nobles, no se registran vecinos. Figura en el documento original escrito como Las Dombellas. 
A la caída del Antiguo Régimen la localidad se constituye en municipio constitucional entonces conocido como Dombellas y Santerbás en la región de Castilla la Vieja, partido de Soria, que en el censo de 1842 contaba con 61 hogares y 247 vecinos. En 1857 pasa denominarse Dombillas y contaba con 77 hogares y 253 vecinos.
En 1969 desapareció el municipio de Dombellas, al fusionarse con los de Garray, Canredondo de la Sierra, Chavaler y Tardesillas.

## Geografía humana

### Demografía
| Gráfica de evolución demográfica de Dombellas entre 1842 y 1960 |
| |
| Población de derecho según los censos de población del INE Población de hecho según los censos de población del INEEn este censo se denominaba Dombellas y Santerbás: 1842 En este censo se denominaba Dombillas: 1857 Entre el censo de 1970 y el anterior, este municipio desaparece porque se integra en el municipio 42094 (Garray) |

En el año 2000 contaba con 9 habitantes, concentrados en el núcleo principal, pasando a 23 en 2014.

## Lugares de interés
- Iglesia de la Asunción de Nuestra Señora: reformada en el siglo XVI conservando parte del primitivo edificio románico anterior conservando la caja muraria de la nave, aunque recrecida. En el interior, el retablo de San Miguel es del siglo XVI, realizado por Juan de Baltanás.

- Lápida romana fechada en el siglo III d.c.. Localizada en el acceso a la iglesia.

- Ermita de la Virgen de la Soledad, restaurada recientemente, se encuentra en una pradera cercana al pueblo.

- Paraje de "las fuentes".